# Lang-kin
Langrin o Lang-kin és un petit estat tributari protegit del grup d'Estats Khasis a Meghalaya. El seu cap portava el títol de siem i el seu nom al darrer terç del segle XIX era U Bor. La població era de 1.152 habitants i els ingressos s'estimaven en 176 lliures. Produïa arròs, mill, xiles i cúrcuma; hi havia pedreres de pedra calcària i mines de carbó.